# Оми (Француска)
Оми (фр. Amy) насеље је и општина у североисточној Француској у региону Пикардија, у департману Оаза која припада префектури Компјењ.
По подацима из 2011. године у општини је живело 365 становника, а густина насељености је износила 29,01 становника/km². Општина се простире на површини од 12,58 km². Налази се на средњој надморској висини од 80 метара (максималној 97 m, а минималној 76 m).

## Демографија
| 1962. | 1968. | 1975. | 1982. | 1990. | 1999. | 2011. |
| ----- | ----- | ----- | ----- | ----- | ----- | ----- |
| 230   | 283   | 240   | 272   | 342   | 345   | 365   |

График промене броја становника у току последњих година